# Olivia
Olivia Theresa Longott (Brooklyn, New York, SAD, 15. veljače 1981.), poznatija kao Olivia je američka pjevačica, spisateljica tekstova, glumica i model. Karijeru je započela kad je 2000. godine potpisala ugovor za diskografsku kuću Clivea Davisa, J Records. Svoj debitantski studijski album je objavila 2001. godine pod nazivom Olivia. Na albumu se nalaze dva singla "Bizounce" i "Are U Capable". Album je na top ljestvici Billboard 200 debitirao na poziciji broj 55. Godine 2004. potpisala je ugovor za diskografsku kuću G-Unit Records. Gostovala je na albumu Beg For Mercy grupe G-Unit, te kasnije na albumu 50 Centa The Massacre, uključujući singl "Candy Shop".

## Diskografija

### Studijski albumi
- Olivia (2001.)
- Show the World (2011.)

### Miksani albumi
- First Lady of G-Unit (2005.)
- Under The Radar (2010.)
- Love & Hip Hop (2011.)

## Televizija
- Love & Hip Hop (2011.)

## Vanjske poveznice
- Službena stranica
- Olivia na MySpaceu
- Olivia na Internet Movie Databaseu